# Base Band 5
Base Band 5 (часто употребляемое сокращение — BB5) — система блокировки под сеть оператора мобильной связи, используемая в новейших мобильных телефонах фирмы Nokia.
Система разработана для предотвращения снятия операторских кодов, которые устанавливаются на телефонах компанией Nokia или оператором мобильной связи. Base Band 5 похожа на систему блокировки DCT-4 тем, что код разблокировки уникален для каждого терминала. Однако в отличие от DCT-4, код разлока гораздо труднее просчитать, так как он устанавливается случайным образом и хранится в специальном чипе.
Несмотря на то, что BB5 присутствовали на рынке несколько лет, снятие кодов для них было сравнительно редким явлением. Массовое и достаточно простое решение было разработано сравнительно поздно, в мае 2007 года. Решение по разблокировке телефонов Base Band 5 принадлежит ведущему специалисту по взлому кодов Nokia, сербскому программисту и инженеру Деяну Калевичу.
Для разблокировки аппаратов требовалось наличие кабеля DKU-5 (Comm. Cable или USB to Serial Cable) и программы Nokia BB5 Loger & Calculator. Данная программа позволяла очень быстро разблокировать телефон, но иногда повреждала сертификат. Восстановить аппарат с повреждённым сертификатом можно было имея копию PM (Permanent Memory) блока 308,1 или покупая RPL для телефонов, чтобы вернуть аппарат в состояние с оригинальными настройками (Locked или UnLocked).